# Loa áp điện
Loa áp điện hay loa piezo (còn được gọi một cách thông dụng là loa gốm, hay buzzer) là loại loa phát âm sử dụng hiệu ứng áp điện để chuyển đổi tín hiệu điện ra âm thanh.

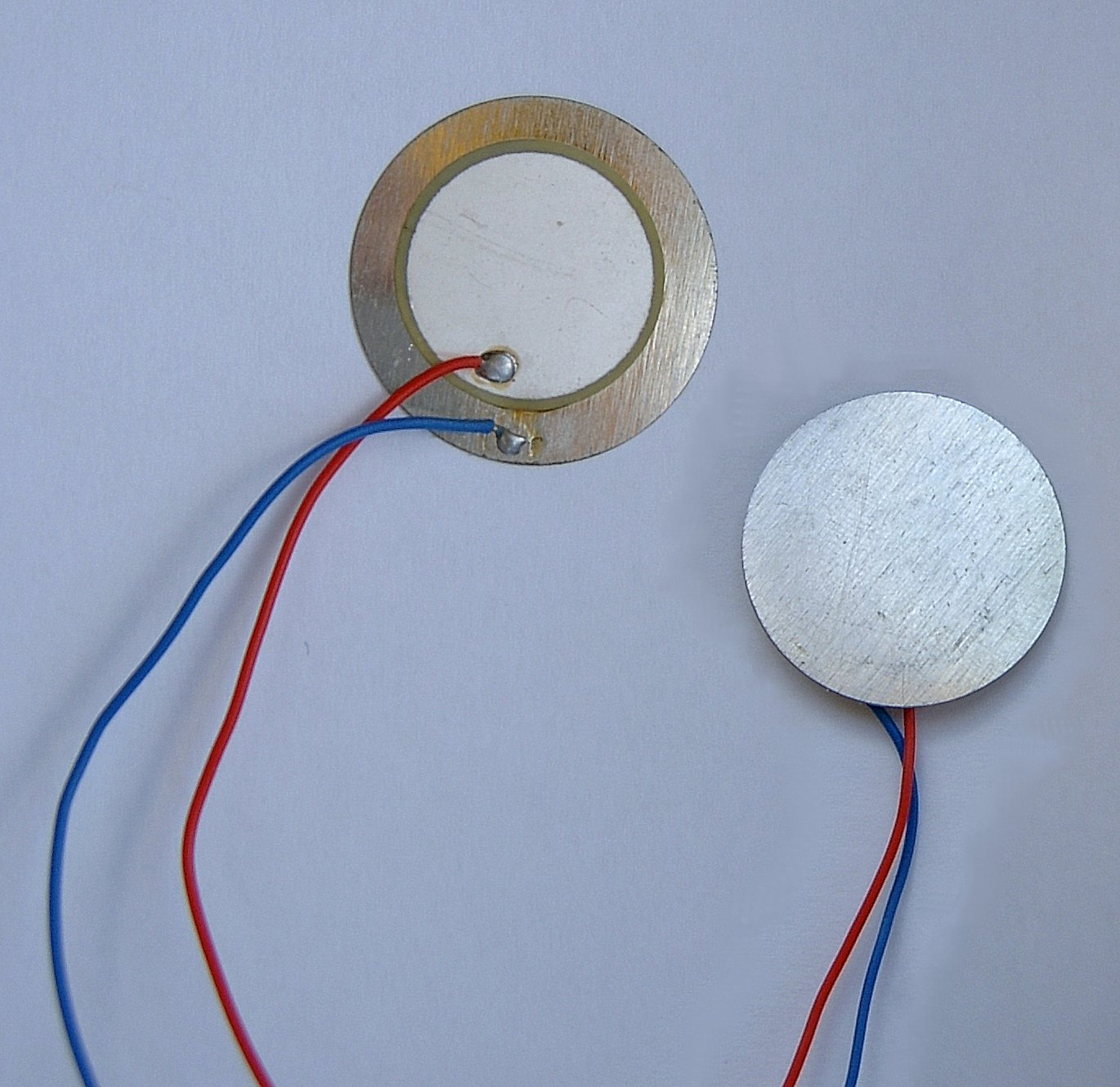
Loa áp điện, nhìn từ hai mặt

## Nguyên lý hoạt động
Hiệu ứng áp điện là hiệu ứng thuận nghịch, xảy ra trong một số chất rắn như thạch anh, gốm kỹ thuật,... Khi đặt dưới áp lực thì bề mặt khối chất rắn phát sinh điện tích, và ngược lại nếu tích điện bề mặt thì khối sẽ nén dãn. Hiệu ứng có mức cực đại ở các phương cắt xác định cho mảnh cắt từ tinh thể chất rắn đó, và trong nhiều loại vật liệu thì phương cắt này là góc 45° so với trục chính của tinh thể.
Hiệu ứng áp điện được áp dụng rộng rãi trong kỹ thuật điện và điện tử, như chế các cảm biến điện áp, thanh trễ, linh kiện thạch anh để lọc và ổn định tần số, loa áp điện, micro, đầu đánh lửa trong bếp ga hay bật lửa,...
Trong loa áp điện sự dao động cơ học ban đầu được tạo ra bằng cách áp một điện áp vào một vật liệu áp điện, và chuyển động này thường được chuyển thành âm thanh nghe được bằng cách sử dụng màng và bộ cộng hưởng. So với các thiết kế loa khác, loa áp điện tương đối dễ ghép nối, ví dụ có thể kết nối chúng trực tiếp tới đầu ra TTL, mặc dù các mạch điện lối ra phức tạp hơn có thể cho cường độ âm thanh lớn hơn.
Thông thường, loa áp điện có tần số cộng hưởng trong khoảng 1–5 kHz, và trong các ứng dụng siêu âm thì lên đến 100 kHz.

## Ứng dụng
Do khả năng tái tạo âm trầm không tốt, nên loa áp điện thường dùng cho phát âm thanh tần trung cao (0.5... 100 kHz) như trong điện thoại, hoặc để báo hiệu bằng âm thanh trong các thiết bị điện tử công nghiệp hoặc gia dụng. Nó không thích hợp cho tái tạo âm thanh trung thực cao (Hi-fi).
Các đầu phát siêu âm được chế tạo theo quy cách riêng, nhưng phần tử căn bản vẫn là một loa áp điện, để phục vụ đo siêu âm trong các máy siêu âm y khoa, dò khuyết tật, hay thăm dò môi trường (sonar, đo hồi âm,...).
Các đầu phát siêu âm đủ mạnh, và được thiết kế để phát xung sóng có định hướng cao, dùng trong thiết bị làm sạch bằng siêu âm, trong đó dao động siêu âm làm bật ra các hạt bụi bẩn bám vào bề mặt đồ vật.

## Loa gốm tại Việt Nam
Tại Việt Nam cũng có nhà chế tạo công bố là "sản xuất loa gốm... với vỏ gốm sứ Bát Tràng", song không rõ phần biến đổi điện-âm thanh thực hiện như thế nào.
Một số trang mạng thì mô tả "loa gốm" là phần ống loa được làm bằng gốm, do người ở Bát Tràng thực hiện, để cộng hưởng và định hướng lại âm thanh phát từ smartphone hoặc cụm loa ngoài của máy tính . Đó không phải là loa gốm điện tử theo định nghĩa ở bài này.